# IC 4029
IC 4029 је лентикуларна галаксија у сазвјежђу Ловачки пси која се налази на листи објеката дубоког неба у Индекс каталогу.
Деклинација објекта је + 38° 45' 35" а ректасцензија 13h 0m 14,2s. Привидна величина (магнитуда) објекта IC 4029 износи 15,0 а фотографска магнитуда 16,0.